# 2元人民币
人民币2元，最早发行于1948年12月1日，共发行过四个版本。2018年5月1日起，第四套人民幣中的2元券停止流通，已無正在發行的人民幣2元券。

## 发行历史

### 第二套人民币
第二套人民币的2元券发行于1955年3月1日，正面图景为延安宝塔山，背面为国徽图案以及“中国人民银行贰圆”的汉（繁体）蒙藏维四种文字。钞票整体为蓝色，采用凹印图面配胶印底纹，钞纸采用空心五角星水印。此版本2元券自1976年2月起银行只收不付，并于1998年12月31日起正式停止流通。

### 第三套人民币
第三套人民币2元券发行于1964年4月15日，正面图景为车床工人，背面图景为国徽和石油矿井图。钞票整体颜色为绿、黑、红，采用正反双面凹印。钞纸水印分为古钱五角星水印与五角星水印两种。此版本自1991年3月1日开始只收不付，并于2000年7月1日停止流通。

### 第四套人民币

1980版第四套人民币人民币2元

第四套人民币2元券发行于1988年5月10日，正面图景为维吾尔族、彝族人物头像，背面图景为南天一柱，钞票整体为绿色色调。
在钞票最初发行的1980版采用双面凹印，之后的1996年4月10日发行的1990版图案颜色基本与1980年版相同，但背面的印刷方式改为了胶印。
目前发行的第五套人民币中，没有设计与发行2元面值的人民币。1999年6月30日，中华人民共和国国务院第268号令决定，取消2元人民币纸币的发行。2004年开始，中国人民银行宣布，2元人民币纸币开始实行只收不付的政策。所以目前市面所流通的2元纸币，仍然是第四版人民币，并且其数量仍在不断减少。2018年3月22日，中国人民银行发布公告，第四套2元人民币从2018年5月1日起停止流通。

## 字体
在人民币的发行史中，人民币2元券的文字“贰”出现过两种书写方式。
- 第一种出现在第二套与第三套人民币的2元券上，文字中的“二”出现在“弋”的横线上方，属于文字“贰”的异体字（繁体字为“貳”）。
- 第二种出现在第四套人民币上。本套人民币第一次使用了简体字，简化后的“贰”第一次出现在了钞票上。